# Жан Таубенгауз
Жан Таубенгауз (фр. Jean Taubenhaus; 14 грудня 1850, Варшава — 14 вересня 1919, Париж) — французький шахіст. 

## Таблиця результатів
| Рік       | Місто              | Турнір                                 | + | -  | = | Результат | Місце |
| --------- | ------------------ | -------------------------------------- | - | -- | - | --------- | ----- |
| 1886      | Лондон             | 3-й конгрес Британської шахового союзу |   |    |   | 8 з       | 3 — 4 |
| 1887      | Франкфурт-на-Майні | 5-й конгрес Німецького шахового союзу  | 4 | 11 | 3 | 6½ з 20   | 19    |
| 1894      | Гавана             | Матч проти Ендрю Клементе Васкеца      |   |    |   | з         |       |
| 1895      | Глазго             | Матч проти Жака Мізеса                 | 1 | 2  | 2 | 2 з 5     |       |
| 1901      | Париж              | Матч проти Адольфа Альбіна             |   |    |   | з         |       |
| 1903      | Париж              | Матч проти Давида Яновського           | 1 | 5  | 4 | 3 з 10    |       |
| 1905      | Остенде            | 1-й міжнародний турнір                 | 1 | 17 | 8 | 5 з 26    | 14    |
|           | Париж              | Матч проти Давида Яновського           | 0 | 4  | 1 | ½ з 5     |       |
| 1906      | Остенде            | 2-й міжнародний турнір                 | 2 | 4  | 3 | 3½ з 9    |       |
| 1913/1914 | Санкт-Петербург    | Всеросійський турнір майстрів          | 4 | 9  | 4 | 6 з 17    | 14    |